# برايان فليمنيغ
برايان فليمنيغ (بالإنجليزية: Brian Flemming)‏ هو كاتب مسرحي وكاتب سيناريو ومخرج أمريكي، ولد في 6 يونيو 1966 في لوس أنجلوس في الولايات المتحدة.

## وصلات خارجية
- الموقع الرسمي
- برايان فليمنيغ على موقع IMDb (الإنجليزية)
- برايان فليمنيغ على موقع أول موفي (الإنجليزية)
- برايان فليمنيغ على موقع قاعدة بيانات الفيلم (الإنجليزية)
- برايان فليمنيغ على موقع كينوبويسك (الروسية)